# فيرجين ليدويين
فيرجين ليدويين (بالفرنسية: Virginie Ledoyen)‏ هي ممثلة فرنسية ولدت في يوم 15 نوفمبر 1976 في مدينة أوبرفيليي في فرنسا، مثلت في عدة أفلام فرنسية.

## السيرة الذاتية

### الطفولة
وٌلدت فيرجين في باريس (فرنسا) من عائلة تعود جذورها لإسبانيا، حيث يٌدعى والدها فرنانديز، وكانت قد قضت طفولتها في أوبارفيلييه، حيث كان يشتغل والدها رفقة والدتها في مجال التجارة وكانت ترافقهم أحيانا مما أكسبها العديد من التقنيات في هذا المجال، هذا بالإضافة إلى استعمالها تقنية الكوميديا المرتجلة والتي ساعدتها بشكل كبيير مستقبلا في مسيرتها المهنية.
أول الأفلام التي شاركت فيها كانت بطلب من والدها، حيث جسدت دور فتاة صغيرة وقد حملت اسم جدتها، بدأت شهرتها تزادا تدريجيا بعد ذلك، حيث أصبحت تعتبر ممثلة واعدة، وعندما بلغت سن العاشرة من عٌمرها انفصلا والداها.

### الحياة الخاصة
في التاسع والعشرين من سبتمبر سنة 2001، وضعت فيرجين أول مولود لها، كانت فتاة وقد حملت اسم ليلى، أما والدها فهو لويس سوبريي والذي كانت قد تعرفت عليه سنة 1995 عند تصوير مشاهد فيلم الفتاة الوحيدة (بالفرنسية: La fille Seule)‏.
تزوجت سنة 2006 من لين روجرز، لكنها سرعان ما حصلت على طلاقها منه، كان ذلك في سبتمبر من سنة 2007، أي بعد مرور أقل من سنة على ارتباطهما.
كما كانت الصديقة الحميمة للمغني ينجامين بيولاي، ثم أصبحت لاحقا صديقة كاتب السيناريو باسكال لوجيير.
كانت على علاقة مع الممثل آري المالح وذلك في الفترة ما بين 2007 و2015، وقد حصلت منه على طفلان آخران، الأول حمل اسم إسحاق وقد ازداد بتاريخ يوليو 2010، أما الثاني فهي فتاة حملت اسم أماليا وقد وٌلدت بتاريخ 23 أبريل 2014.

### في السياسة
بمناسبة التصويت الرئاسي في فرنسا سنة 2011، شدت فيرجين انتباه الصحافة، وذلك بعدما طالبت الجميع بالتصويت لصالح مارتين أوبري، كما ناشدت متابعيها وجمهورها الكبير بالتصويت لفائدة هذه المرأة السياسية.

## المسيرة المهنية

### البدايات (1979 - 1999)

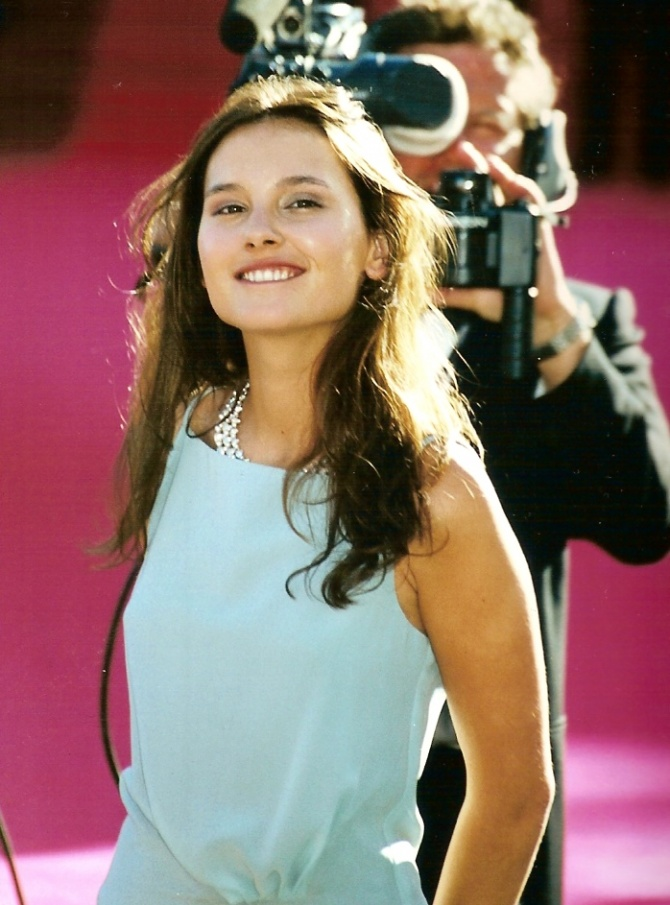
فيرجين ليدوفيين في مهرجان كان السينمائي سنة 2000

في سنة 1979، بينما فيرجين لم تتجاوز بعد سن الثالثة، كانت والدتها تشركها في العديد من الإشهارات التي كانت تعمل لصالحها، على غرار إشهار لشركة دانون، نستله هذا بالإضافة إلى إشهارات أخرى تخص شركة طيران إنتر.
في سنة 1986، التحقت فيرجين بمدرسة المسرح للأطفال في باريس، وبعد ذلك بسنة واحدة شاركت في أول أفلامها السينمائية وهي في عمر العاشرة فقط، كما ظهرت في فيديو كليب لأغنية سأجدك للمغني فرانسوا فيلدمان.
في 1991، وهي في عمر الرابعة عشر فقط، تم اختيارها من طرف المخرج فيلومان إسبوسيتو للعب دور البطولة في فيلم ميما (بالفرنسية: Mima)‏، حيث عبرت فيه عن موهبتها الكبيرة وعن خاصية التمثيل التي تتميز بها، وبعد أشهر قليلة فقط كانت قد مثلت رفقة العديد من النجوم على غرار مارسيلو ماستروياني وميشيل بيكولي في فيلم سرقة الأطفال.
وفي سنة 1993، ترشحت فيرجين لجائزة سيزر عن فئة أفضل ممثلة واعدة، كما أصبحت الوجه الإعلاني الأول لشركة لوريال وذلك سنة 1999.

### النجاح التجاري (2000 - 2007)

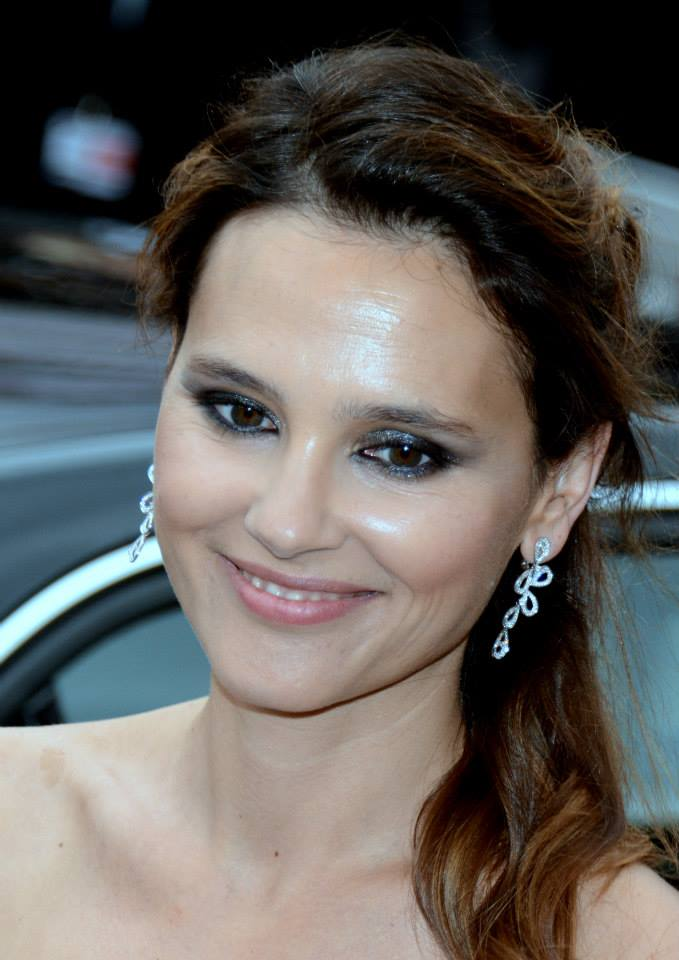
فيرجين ليدويين في مهرجان كان السينمائي في ماي 2013

في سنة 2000، بدأت مغامرتها الهوليودية وذلك بعدما حصلت على دور مهم في فيلم الشاطئ، وقد كان هذا الدور هو أول محاولة للممثلة الفرنسية في السينما الأمريكية وكذلك السينما البريطانية كون مخرج الفيلم هو داني بويل.
ازدادت شهرة فيرجين خصوصا بعدما احتكت مع العديد من أبرز نجوم السينما العالمية على غرار ليوناردو ديكابريو وجيلوم كانيت في جزيرة في في بتايلاند. هذا وقد حصلت سنة 2004 على شرف تحكيمها (رفقة باقي الأعضاء) في مهرجان طوكيو السينمائي الدولي.

### من 2007 إلى الآن

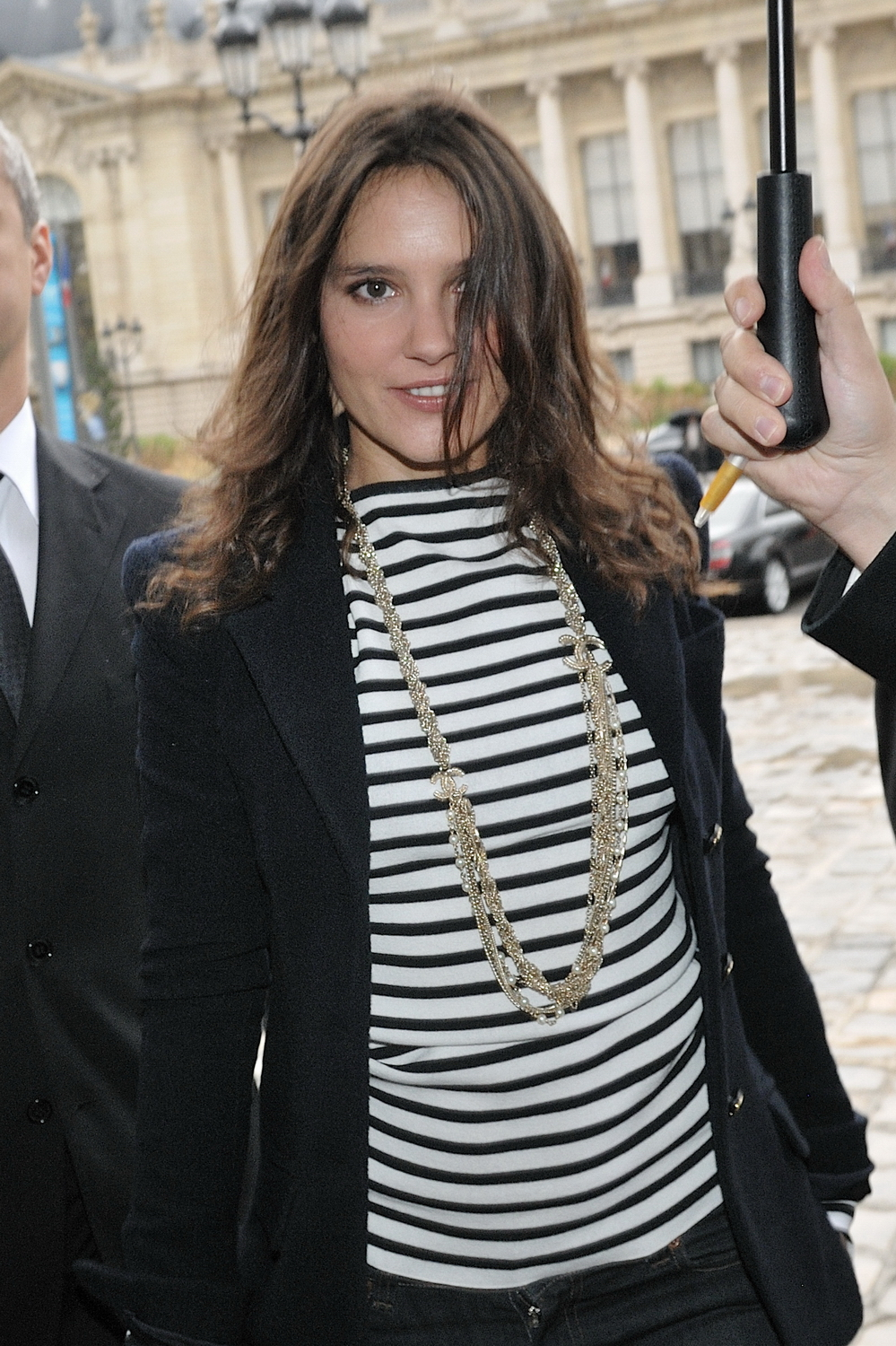
فيرجين ليدويين سنة 2010

في سنة 2012، شاركت من خلال صوتها في شخصية شلوي في لعبة كول أوف ديوتي: بلاك أوبس 2، كما شاركت سنة 2013 ضمن لجنة التحكيم في الدورة السبعين لمهرجان البندقية السينمائي ضمن فئة الأفلام الطويلة.

## قائمة أعمالها

### في السينما
| السنة | عنوان الفيلم                | العنوان الأصلي                        | المخرج             |
| ----- | --------------------------- | ------------------------------------- | ------------------ |
| 1991  | ميما                        | Mima                                  | فيلومان إسبوسيتو   |
| 1991  | اختطاف الأطفال              | Le Voleur d'enfants                   | كريستيان دو شالونج |
| 1991  | ذبابة                       | Mouche                                | مارسيل كارني       |
| 1993  | لي ماغموط                   | Les Marmottes                         | إلي شاوراكي        |
| 1994  | الماء المتجمد               | L'Eau froide                          | أوليفير آسياس      |
| 1995  | الفتاة الوحيدة              | La Fille seule                        | بينيوت جاكوت       |
| 1996  | في الطريق                   | Sur la route                          | أنطوان سانتانا     |
| 1996  | ماهجونغ                     | Mahjong                               | إدوارد يانغ        |
| 1997  | حياة ماريان                 | La Vie de Marianne                    | بينيوت جاكوت       |
| 1998  | أواخر أعسطس، بدايات سبتمبر  | Fin août, début septembre             | أوليفير آسياس      |
| 1998  | ابنة الجندي لا تبكي أبدا    | La fille d'un soldat ne pleure jamais | جايمس إيفوري       |
| 2000  | الشاطئ                      | La Plage                              | داني بويل          |
| 2001  | عن الحب                     | De l'amour                            | جون فرانسوا ريشت   |
| 2002  | ثماني نساء                  | Huit femmes                           | فرانسوا أوزون      |
| 2003  | ولكن من الذي قتل باميلا روز | Mais qui a tué Pamela Rose ?          | إيريك لارتيغو      |
| 2003  | سفر موفق                    | Bon voyage                            | جون بول رابونو     |
| 2005  | هولي                        | Holly                                 | جاي موشي           |
| 2007  | قبلة، من فضلك!              | Un baiser, s'il vous plaît !          | إيمانويل موريت     |
| 2008  | أصدقائي، أحبائي             | Mes amis, mes amours                  | لورين ليفي         |
| 2010  | كل ما يلمع                  | Tout ce qui brille                    | جيرالدين ميمران    |
| 2013  | حياة أخرى                   | Une autre vie                         | إمانويل موريت      |
| 2014  | عالم فْرِيدْ                   | Le Monde de Fred                      | فاليري مولر        |

### في التلفزة
| السنة | عنوان الفيلم             | العنوان الأصلي              | المخرج              |
| ----- | ------------------------ | --------------------------- | ------------------- |
| 1988  | الحياة معطلة             | La Vie en panne             | أنييس ديلاريف       |
| 1994  | قاعدة الرجل              | La Règle de l'homme         | جون دانيال فيرهايغ  |
| 1995  | حياة ماريان              | La Vie de Marianne          | بينوات جاكوت        |
| 2000  | البؤساء                  | Les Misérables              | جوزي دايان          |
| 2006  | الأولى تغني، الأخرى كذلك | L'une chante, l'autre aussi | أوليفير نيكولاس     |
| 2017  | فقط نظرة                 | Juste un regard             | ليدوفيك كولبو-جاستن |

### أغاني
- 2005: أغنية السعادة (بالإنجليزية: Hapiness)‏ رفقة آدم كوهن
- 2006: أغنية أوبيوم (بالإنجليزية: Opium)‏ رفقة لويس رونان شيسي

### ألعاب فيديو
- 2012: أدت صوت شلوي لانش في لعبة كول أوف ديوتي: بلاك أوبس 2

## الترشيحات والجوائز
| السنة | الجائزة                 | الفئة            | الفيلم         | العنوان الأصلي |
| ----- | ----------------------- | ---------------- | -------------- | -------------- |
| 1994  | جائزة سيزر              | أفضل ممثلة واعدة | لي ماغموط      | Les Marmottes  |
| 1995  | جائزة سيزر              | أفضل ممثلة واعدة | الماء المثلج   | L'Eau Froide   |
| 1996  | جائزة سيزر              | أفضل ممثلة واعدة | الفتاة الوحيدة | La Fille Seule |
| 1998  | جائزة سوزان بيانشيتي    |                  | الشاطئ         | la plage       |
| 2002  | الدب النقدي             |                  | 8 نساء         | 8 femmes       |
| 2002  | جوائز الأفلام الأوروبية |                  | 8 نساء         | 8 femmes       |

## روابط خارجية
- فيرجين ليدويين على موقع IMDb (الإنجليزية)
- فيرجين ليدويين على موقع ميتاكريتيك (الإنجليزية)
- فيرجين ليدويين على موقع روتن توميتوز (الإنجليزية)
- فيرجين ليدويين على موقع قاعدة بيانات الأفلام العربية
- فيرجين ليدويين على موقع ألو سيني (الفرنسية)
- فيرجين ليدويين على موقع ميوزك برينز (الإنجليزية)
- فيرجين ليدويين على موقع تيرنر كلاسيك موفيز (الإنجليزية)
- فيرجين ليدويين على موقع أول موفي (الإنجليزية)
- فيرجين ليدويين على موقع قاعدة بيانات الأفلام السويدية (السويدية)
- فيرجين ليدويين على موقع إن إن دي بي (الإنجليزية)